# Cerura przewalskyi
Cerura przewalskyi is een vlinder uit de familie tandvlinders (Notodontidae). De wetenschappelijke naam is voor het eerst geldig gepubliceerd in 1882 door Alpheraky.
De soort komt voor in Europa.